# محمد الثالث المريني
محمد بن عبد العزيز بن أبي الحسن يكنى أبا زيان، هو سلطان مريني، كان محجوبا لوزيره أبو بكر بن غازي بن الكاس. بويع بعد موت أبيه السلطان عبد العزيز و لم يستكمل أربعة أعوام، وفي هذا السلطان ألف ابن الخطيب كتابه المسمى أعلام الأعلام في من بويع قبل الاحتلام من ملوك الإسلام. كانت دولته سنة و 8 أشهر و 14 يوما.

## بيعة السلطان أبي زيان واستبداد الوزير
بعد وفاة السلطان عبد العزيز بظاهر تلمسان، خرج الوزير أبو بكر بن غازي على الناس حاملا أبا زيان ابن السلطان عبد العزيز فازدحموا عليه باكين يعطونه الصفقة ويقبلون يديه للبيعة، وكان ذلك يوم الخميس 22 ربيع الثاني سنة 774هـ و لما ارتحل الوزير بالناس ودخل حضرة فاس، أجلس الصبي لبيعة العامة فبايعوه. و كان الوزير أبو بكر قد استبد بالسلطان الصغير وحجبه بقصره على عادة الوزراء المستبدين في دولة بني مرين و حجره عن التصرف في شيء من سلطانه ولم يكن في سن التصرف.

## تدخل بني الأحمر في شؤون بني مرين
بعد وفاة السلطان عبد العزيز بن أبي الحسن أصبحت الدولة المرينية تعاني من انتكاسة خطيرة وأصبح بنو الأحمر يتدخلون في شؤون الدولة المرينية ويوجهون سياستها وفق ارادتهم حيث طلب الغني بالله من الوزير أبي بكر بن غازي تسليم ابن الخطيب، لكن الوزير رفض طلبه فاستغل الغني بالله الفرصة ورأى أن يحول الموقف في المغرب الأقصى للوجهة التي يريدها بعد أن علم أن المرينيين ضعاف تحت استبداد الوزير أبي بكر بن غازي. يقول المؤرخ الناصري في الاستقصا: « و لما فصل بنو مرين عن تلمسان عاد إليها سلطانها أبو حمو بن يوسف الزياني والتفت عليه بنو عبد الواد من كل جانب ومحا دعوة بني مرين من ضواحي المغرب الأوسط و أمصاره واتصل الخبر بالوزير أبي بكر بن غازي فهم بالنهوض إليه ثم ثنى عزمه ما كان من خروج الأمير عبد الرحمن بن أبي يفلوسن بن أبي علي بن أبي سعيد بناحية بطوية فإن السلطان ابن الأحمر كان قد سرحه من الأندلس صحبة وزيره مسعود بن عبد الرحمن بن ماساي لطلب ملك المغرب تشغيبا على الوزير أبي بكر بن غازي ثم أتبعه بالأمير أبي العباس أحمد بن السلطان أبي سالم الذي كان محتاطا عليه بطنجة فزحف الأمير أبو العباس المذكور إلى فاس و ظاهره ابن عمه الأمير عبد الرحمن بن أبي يفلوسن فحاصروا الوزير أبا بكر بن غازي وسلطانه أبا زيان ابن عبد العزيز وضربوا على فاس الجديد سياجا بالبناء للحصار وأنزلوا به أنواع القتال بعد أن بعث ابن الأحمر رسله إلى الأمير عبد الرحمن باتصال اليد بابن عمه الأمير أبي العباس و مظاهرته على ملك سلفه بفاس و اجتماعهما لمنازلتها وعقد بينهما الاتفاق والمواصلة و أن يختص عبد الرحمن بملك سلفه من سجلماسة و أعمالها فتراضيا وزحفا إلى فاس كما قلنا وأمدهم ابن الأحمر بجمع من جنده فاستمر الحال على حصار فاس إلى أن أذعن الوزير أبو بكر لخلع سلطانه أبي زيان ومبايعة الأمير أبي العباس...».

## خلع السلطان أبي زيان بن عبد العزيز
خلع الوزير أبو بكر بن غازي السلطان أبي زيان محمد بن عبد العزيز يوم الأحد 6 محرم فاتح عام 776 هـ و غرب إلى الأندلس.